# Jaguar F-Type

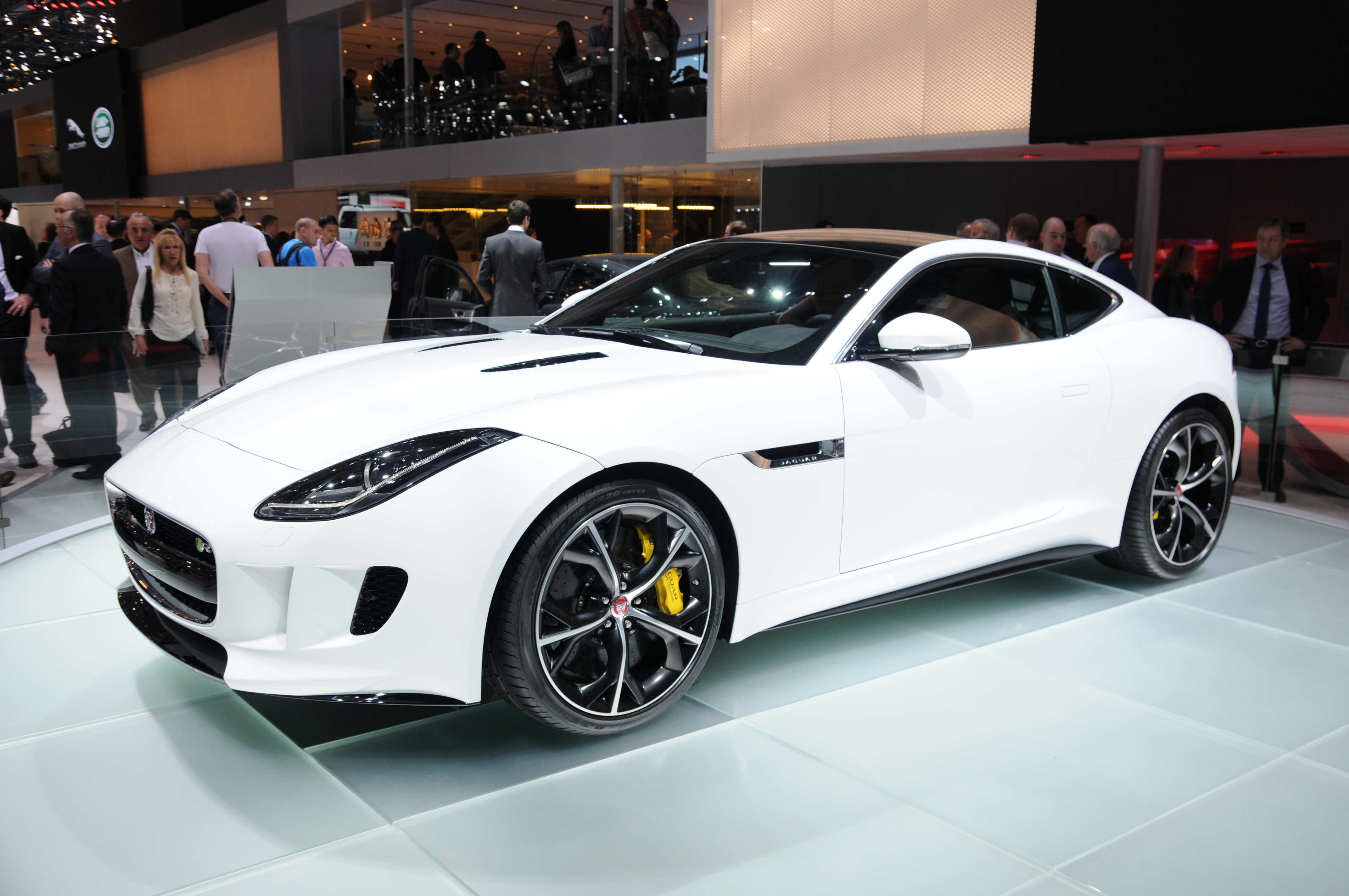
Jaguar F-Type

Jaguar F-Type je dvoumístný sportovní vůz, který začala roku 2013 vyrábět anglická automobilka Jaguar. Je postavený na původně hybridním modelu Jaguar C-X16 a autorem jeho designu je Ian Callum. Původně byl vyráběn pouze jako kabriolet, o rok později jako kupé. Je vyráběn se čtyř, šesti a osmiválcovým motorem. Nejsilnější model F-Type v provedení SVR má 575 koní a 700Nm.